# Ala Hispanorum Vettonum
El Ala Hispanorum Vettonum Civium Romanorum fue una unidad auxiliar del ejército imperial romano del tipo ala quinquagenaria.

## Historia de la Unidad
El Ala Hispanorum Vettonum fue reclutada en Hispania en la primera mitad del siglo I, por orden de alguno de los emperadores de la dinastía de los Julio-Claudios, tal vez Tiberio o Claudio I.
Estaba formada por hispani en general y también por vetones, pueblo prerromano de la península ibérica que había sido conquistado por los romanos durante las guerras lusitanas. Las cualidades como jinetes de los vettones ya habían sido apreciadas por los generales republicanos, y especialmente por Julio César, por lo que, en época imperial, eran bienvenidos en el ejército romano.
La unidad fue integrada por Claudio en el ejército romano que conquistó Britania. En la década de los 70, fue acantonada al sur de Gales, en Cicucium (Brecon Gaer, Reino Unido), para ser trasladada a finales del siglo II a Vinovium (Bowes, cerca de Binchester, Reino Unido) en el norte de la provincia, donde continuaba de guarnición a principios del siglo III.
En Britannia, el Ala ha dejado diferentes testimonios arqueológicos y epigráficos que demuestran su estancia en los castella alae mencionados, en Bath, y también en varios diploma militaris.

### Aquae Sulis

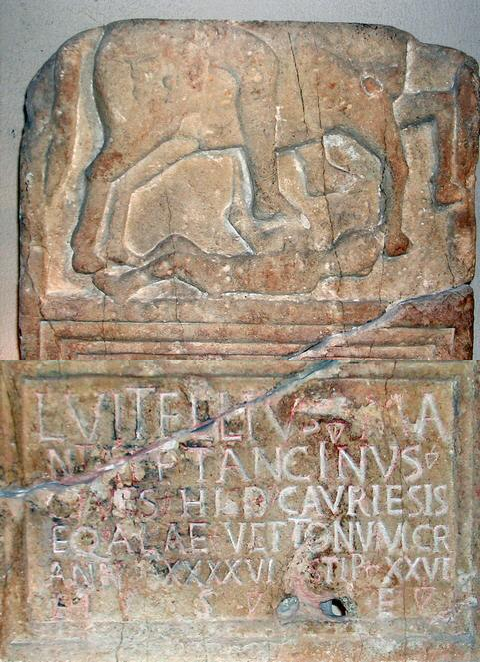
Estela funeraria de Lucius Vitellius Tancinus